# Język igbo
Język igbo albo ibo (Asụsụ Igbo) – język z wielkiej rodziny języków nigero-kongijskich, tradycyjnie klasyfikowany w obrębie grupy kwa. Ostatnio klasyfikacja ta jest krytykowana – język ibo umieszcza się wówczas w obrębie benue-kongijskich.Językiem posługuje się około 18 do 25 milionów ludzi. Igbo, podobnie jak Hausa i Joruba, jest jednym z głównych języków Nigerii, obok oficjalnego języka angielskiego.
Dzieli się na liczne, niekiedy trudno wzajemnie zrozumiałe dialekty. Używany jest głównie w południowo-wschodniej części Nigerii przez lud Igbo. Jest on używany głównie jako język komunikacji i podstawowy, rzadziej jako język do czytania i pisania, ponieważ istnieje bardzo mało literatury w języku Igbo. W wielu obszarach miejskich Igbos jest obecnie często zastępowany przez lokalne dialekty nigeryjskiego pidżynu. Wymawia się go ibo [íɓò] i używa alfabetu pannigeryjskiego. Istnieje kilkadziesiąt różnych dialektów obok znormalizowanego Igbo, jest językiem tonalnym z dwoma tonami: wysokim i niskim.

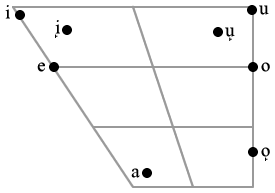
Samogłoski języka igbo

## Alfabet
Powszechnie używany alfabet dla Igbo, oparty na Międzynarodowym Alfabecie Fonetycznym, został ustanowiony w latach 50. przez S. E. Onwu, przewodniczącego Komitetu Ortograficznego Onwu.
| Znak Igbo | Wymowa | Znak Igbo | Wymowa |
| --------- | ------ | --------- | ------ |
| A, a      | [⁠a⁠]    | Ọ, ọ      | [⁠ɔ⁠]    |
| B, b      | [⁠b⁠]    | P, p      | [⁠p⁠]    |
| CH, ch    | [⁠ʧ⁠]    | Kp, kp    | [ɓ/k͡p] |
| D, d      | [⁠d⁠]    | R, r      | [⁠ɾ⁠]    |
| E, e      | [⁠e⁠]    | S, s      | [⁠s⁠]    |
| F, f      | [⁠f⁠]    | Sh, sh    | [⁠ʃ⁠]    |
| G, g      | [⁠ɡ⁠]    | T, t      | [⁠t⁠]    |
| Gb, gb    | [ɡ͡b]   | U, u      | [⁠u⁠]    |
| Gh, gh    | [⁠ɣ⁠]    | Ụ, ụ      | [⁠ʊ⁠]    |
| H, h      | [⁠h⁠]    | V, v      | [⁠v⁠]    |
| I, i      | [⁠i⁠]    | W, w      | [⁠w⁠]    |
| Ị, ị      | [⁠ɪ⁠]    | Y, y      | [⁠j⁠]    |
| J, j      | [⁠ʤ⁠]    | Z, z      | [⁠z⁠]    |
| K, k      | [⁠k⁠]    | Ch, ch    | [⁠ʧ⁠]    |
| L, l      | [⁠l⁠]    | Gw, gw    | [ɡʷ]   |
| M, m      | [⁠m⁠]    | Kw, kw    | [kʷ]   |
| N, n      | [⁠n⁠]    | Nw, nw    | [ŋw]   |
| Ṅ, ṅ      | [⁠ŋ⁠]    | Ny, ny    | [nj]   |
| O, o      | [⁠o⁠]    |           |        |